# ЧК Плюс
«ЧК Плюс» — компания из Санкт-Петербурга, занимающаяся металлобработкой. В 2011 году силами компании было разработано устройство «ТЭМИ», предназначенное для транспортировки инвалидов-колясочников на эскалаторах.

## История
Компания основана в начале 90-х годов в Санкт-Петербурге. Среди производимых товаров: полимербетонные изделия, станки, автоинструмент. К 1997 году годовой объем готовой продукции превышал 100 тонн. В 1997 году прошло перепрофилирование производства, увеличение производственных площадей и количества сотрудников, но случившийся в 1998 году дефолт сильно помешал развитию «ЧК Плюс». В 2005 году было запущено собственное сварочное производство, позже — линия для порошковой покраски. В 2010 году «ЧК Плюс» установило оборудование для производства и упаковки перфорированной ленты и штамповочные автоматы. К 2012 году среднегодовой объем отгруженной продукции составил почти 400 тонн.

### «ТЭМИ»
В 2011 году «ЧК Плюс» собственными усилиями разработал устройство «ТЭМИ», предназначенное для транспортировки инвалидов-колясочников на эскалаторах. Процесс разработки устройства совпал с резонансным запретом инвалидам-колясочникам пользоваться услугами Петербургским метрополитена. «ЧК Плюс» получил поддержку руководства метро, возможность провести испытания продукта и заказ на 65 «ТЭМИ», ещё 5 позже купили в Екатеринбурге.
Разработка «ЧК Плюс» одержала победу в конкурсе «Зеленый свет» и получила диплом престижной международной
выставки «Электротранс-2013», а директор компании Рашид Кочемасов, лично курировавший проект, в 2014 году получил премию «Импульс добра», заняв 3-е место в категории «За личный вклад в развитие социального предпринимательства».